# 柴宜弘
柴 宜弘（しば のぶひろ、1946年〈昭和21年〉8月27日 - 2021年〈令和3年〉5月28日）は、日本の歴史学者。東京大学名誉教授。専門は東欧地域研究、バルカン近現代史、バルカン諸国の歴史教科書の比較研究。

## 経歴
1946年、東京都生まれ。埼玉大学教養学部卒業。早稲田大学大学院文学研究科西洋史学博士課程満期退学。1975～77年、ベオグラード大学哲学部歴史学科に留学。
帰国後は、敬愛大学経済学部助教授となった。後に東京大学教養学部・大学院総合文化研究科教授。東京大学を定年退任し、名誉教授となった。その後は城西国際大学特任教授として教鞭をとった。城西国際大学特任教授、同大学中欧研究所長を死去までつとめた。また、ECPD（国連平和大学）客員教授でもあった。

### 職歴
- 1971年　埼玉大学教養学部教養学科卒業（国際関係論専攻）
- 1975-77年　ベオグラード大学留学、敬愛大学経済学部専任講師、助教授
- 1979年　早稲田大学大学院文学研究科西洋史専攻博士課程満期退学
- 1992年　東京大学教養学部助教授
- 1994年　東京大学教養学部教授
- 2010年　東京大学定年退職、名誉教授

## 交友関係
漫画家の坂口尚とは小学校時代の同窓であり、第二次世界大戦下のユーゴスラビアを舞台にした坂口の作品「石の花」の制作にあたって考証に協力、また同作品の単行本には、作品の時代背景（ユーゴ現代史）についての解説を執筆している。

## 著書

### 単著
- 『ユーゴスラヴィアの実験 自主管理と民族問題と』岩波書店〈岩波ブックレット No.205〉、1991年6月。ISBN 9784000031455。
- 『ユーゴスラヴィアで何が起きているか』岩波書店〈岩波ブックレット No.299〉、1993年5月。ISBN 9784000032391。
- 『バルカンの民族主義』山川出版社〈世界史リブレット 45〉、1996年4月。ISBN 9784634344501。
- 『ユーゴスラヴィア現代史』岩波書店〈岩波新書〉、1996年5月。ISBN 9784004304456。
  - 『ユーゴスラヴィア現代史』（新版）岩波書店〈岩波新書 1893〉、2021年8月。ISBN 9784004318934。
- 『図説バルカンの歴史』河出書房新社〈ふくろうの本〉、2001年12月。ISBN 9784309760070。
  - 『図説バルカンの歴史』（改訂新版）河出書房新社〈ふくろうの本〉、2006年4月。ISBN 9784309760780。
  - 『図説バルカンの歴史』（増補改訂新版）河出書房新社〈ふくろうの本〉、2011年10月。ISBN 9784309761763。
  - 『図説バルカンの歴史』（新装版）河出書房新社〈ふくろうの本〉、2015年7月。ISBN 9784309762357。
  - 『図説バルカンの歴史』（増補4訂新装版）河出書房新社〈ふくろうの本〉、2019年11月。ISBN 9784309762883。

### 編集
- 『もっと知りたいユーゴスラヴィア』弘文堂、1991年12月。ISBN 9784335520211。
- 『バルカン史』山川出版社〈新版世界各国史 18〉、1998年10月。ISBN 9784634414808。
- 『バルカン史と歴史教育 「地域史」とアイデンティティの再構築』明石書店、2008年3月。ISBN 9784750327525。
- 『セルビアと日本両国関係史概観 セルビア・日本の交流130周年を迎えるにあたり』セルビア共和国大使館、2011年。

### 編著
- 『バルカンを知るための65章』明石書店〈エリア・スタディーズ 48〉、2005年4月。ISBN 9784750320908。
  - 『バルカンを知るための66章』（第2版）明石書店〈エリア・スタディーズ 48〉、2016年1月。ISBN 9784750342986。
- 『地図で読む世界史 超図解5大テーマで理解する、教養として知っておきたい世界の歴史』実務教育出版、2015年7月。ISBN 9784788911482。

### 共著
- 木村靖二、柴宜弘、長沼秀世 著、樺山, 紘一、礪波, 護、山内, 昌之 編『世界大戦と現代文化の開幕』中央公論社〈世界の歴史 26〉、1997年12月。ISBN 9784124034264。
  - 木村靖二、柴宜弘、長沼秀世 著、樺山紘一・礪波護・山内昌之 編『世界大戦と現代文化の開幕』中央公論新社〈中公文庫 S22-26 世界の歴史 26〉、2009年8月。ISBN 9784122051942。
- 柴宜弘、中井和夫、林忠行『連邦解体の比較研究 ソ連・ユーゴ・チェコ』多賀出版、1998年2月。ISBN 9784811550213。

### 共編
- 柴宜弘、佐原徹哉 編『バルカン学のフロンティア』彩流社〈叢書東欧 10〉、2006年3月。ISBN 9784779111495。
- 柴宜弘・木村真・奥彩子 編『東欧地域研究の現在』山川出版社、2012年9月。ISBN 9784634672260。

### 共編著
- 柴宜弘、石田信一『クロアチアを知るための60章』明石書店〈エリア・スタディーズ 121〉、2013年7月。ISBN 9784750338514。
- 柴宜弘、山崎信一『セルビアを知るための60章』明石書店〈エリア・スタディーズ 137〉、2015年10月。ISBN 9784750342511。
- 柴宜弘、アンドレイ・ベケシュ、山崎信一『スロヴェニアを知るための60章』明石書店〈エリア・スタディーズ 159〉、2017年9月。ISBN 9784750345604。
- 柴宜弘、山崎信一『ボスニア・ヘルツェゴヴィナを知るための60章』明石書店〈エリア・スタディーズ 173〉、2019年6月。ISBN 9784750348476。

### 翻訳
- トム・ストライスグス『アルバニア』国土社〈目で見る世界の国々 62〉、2002年3月。ISBN 9784337261624。

### 共訳
- ベレンド・T・イヴァン、ラーンキ・ジェルジ 著、柴宜弘・柴理子・今井淳子・今村労 訳『ヨーロッパ周辺の近代 1780～1914』刀水書房〈人間科学叢書 19〉、1991年10月。ISBN 9784887081284。
- デヴィッド・マッケンジー 著、柴宜弘・南塚信吾・越村勲・長場真砂子 訳『暗殺者アピス 第一次世界大戦をおこした男』平凡社〈20世紀メモリアル〉、1992年2月。ISBN 9784582373196。

### 監修
- 小菅宏シナリオ、たかや健二漫画『第一次世界大戦 戦火におおわれるヨーロッパ』集英社〈学習漫画世界の歴史 16〉、2002年11月。ISBN 9784082492168。
- デイビット・テイラー 著、北原由美子 訳『旧ユーゴスラビア紛争』文溪堂〈世界の紛争を考える 国際理解に役立つ 3〉、2003年3月。ISBN 9784894233362。
- 百瀬亮司 編『旧ユーゴ研究の最前線』溪水社、2012年3月。ISBN 9784863271722。
- 『東欧を知る事典』柴宜弘・伊東孝之・南塚信吾・直野敦・萩原直監修、平凡社、2015年7月。ISBN 9784582126488。

### 監訳
- クリスティナ・クルリ総括責任『バルカンの歴史 バルカン近現代史の共通教材』明石書店〈世界の教科書シリーズ 37〉、2013年4月。ISBN 9784750338088。

## 論文

### 単著
- 「南スラブ人統一国家形成をめぐって―ユーゴスラヴィア・1917-1921」,『歴史学研究』,青木書店,403,18-23,1973
- 「南スラブ人統一国家形成と社会主義運動―ユーゴ共産党創設期の民族政策を中心に」,『歴史学研究』,青木書店,409,60-70,1974
- 「ユーゴ自主管理の新しいルーツ―「赤旗事件」の歴史的な意義をさぐる」,『エコノミスト』,毎日新聞社,56(8),50-54,1978
- 「ユーゴスラヴィア：1945-1948年」,『歴史学研究』,青木書店,465,27-34,1979
- 「ソ連・東欧（戦後日本の国際政治学）」,『季刊国際政治』,日本国際政治学会,61-62,174-186,1979
- 「マケドニア問題と南スラブ人連邦構想―ユーゴスラヴィア・ブルガリア関係の一考察」,『共産主義と国際政治』,日本国際問題研究所,4(2),19-34,1979
- 「オーストリア＝ハンガリー―二重王国のボスニア統治と「青年」ボスニア運動」,『史観』,110,71-85,1984
- 「東欧諸国の党指導部の変遷」,『ソ連研究』,日本国際問題研究所,2,111-125,1986
- 「多民族国家と少数民族問題―ユーゴスラヴィアのアルバニア人の場合」,『千葉敬愛経済大学研究論集』,31,177-214,1987
- 「欧州安全保障協力会議(CSCE)とN+N協力：ユーゴスラヴィアの活動を中心に」,『敬愛大学研究論集』,38,65-82,1990
- 「転換期の世界―ユーゴスラヴィア―危機にたつ連邦制」,『歴史評論』,校倉書房,485,86-91,1990
- 「「連邦解体」へ加速するユーゴスラヴィア （上） 民族・宗教・憲法も求心力を失う」,『世界週報』,時事通信社,72(16),20-23,1991
- 「「連邦解体」へ加速するユーゴスラヴィア （下） 将来は連邦と国家連合が混ざった「非対称的」な形態に落ち着く？」,『世界週報』,時事通信社,72(17),68-71,1991
- 「国家分裂の危機迎えたユーゴの暑い夏―米国やECの国際世論も将来の国家形態を大きく左右」,『世界週報』,時事通信社,72(28),10-13,1991
- 「ユーゴスラヴィア 新たな国家連合の創出が対立の根を断つ」,『朝日ジャーナル』,朝日新聞社,33(40),42-46,1991
- 「多民族国家ユーゴスラヴィアの解体―民族対立と連邦制の問題」,『国際問題』,日本国際問題研究所,393,33-45,1992
- 「ボスニア内戦―「作られた」対立を越えられるか」,『世界』,岩波書店,577,24-27,1993
- 「「民族国家」の理念が旧ユーゴ内戦をこじらせた―ボスニアは各民族の居住地域ごとの帰属意識で分割すべきだ」,『世界週報』,時事通信社,74(11),54-59,1993
- 「最悪の経済に苦しむ旧ユーゴ3国―ボスニア和平に関係修復の期待つなぐ」,『世界週報』,時事通信社,74(40),16-19,1993
- 「なお遠いボスニアの民族共存―空爆は回避されたが和平問題は一層複雑に」,『世界週報』,時事通信社,75(10),16-21,1994
- 「ボスニア和平は本格化するか」,『世界』,岩波書店,595,113-116,1994
- 「バルカン現代史に見るドイツ」,『ドイツ研究』,日本ドイツ学会,21,91-97,1995
- 「サラエボ―文化的抵抗のビジョン」,『世界』,岩波書店,606,92-99,1995
- 「「現地主義」に徹した報道を―ユーゴスラビア内戦報道に接して」,『新聞研究』,日本新聞協会,525,18-20,1995
- 「大きく狂ったボスニア和平のシナリオ―クロアチアの「セルビア人問題」が波乱要因」,『世界週報』,時事通信社,76(17),54-57,1995
- 「ボスニア内戦と国際社会の対応―ユーゴスラヴィア解体から和平協定調印まで」,『国際問題』,日本国際問題研究所,434,2-14,1996
- 「旧ユーゴ・ルポ それぞれの道歩む旧ユーゴ諸国」,『世界週報』,時事通信社,77(41),48-52,1996
- 「ボスニア和平と旧ユーゴ諸国の現況」,『公研』,公益産業研究調査会,34(12),90-93,1996
- 「ボスニア和平の行方」,『歴史地理教育』,歴史教育者協議会,559,26-29,1997
- 「ユーゴスラヴィアの民族紛争」,『世界』,岩波書店,634,238-241,1997
- 「現代一般（1996年の歴史学会―回顧と展望）」,『史学雑誌』,山川出版社,106(5),1028-1031,1997
- 「紛争地域 旧ユーゴ・ボスニア内戦の克服は可能か」,『世界週報』,時事通信社,78(24),26-29,1997
- 「ユーゴ内戦とはなんだったのか」,『現代思想』,青土社,25(14),8-45,1997
- 「ユーゴスラヴィア コソボ問題の着地点は自治権の回復」,『世界週報』,時事通信社,79(14),32-35,1998
- 「泥沼化するコソボ紛争」,『世界週報』,時事通信社,79(32),22-25,1998
- 「コソヴォ問題の歴史的背景」,『歴史学研究』,青木書店,719,39-43,1999
- 「軍事力では何も解決しないコソボ紛争―求められる停戦と政治解決の仕切り直し」,『世界週報』,時事通信社,80(16),16-19,1999
- 「孤立を選択するユーゴ大統領ミロシェビッチの素顔」,『中央公論』,中央公論新社,114(6),42-51,1999
- 「コシュトニツァ新政権の課題」,『世界週報』,時事通信社,81(42),10-13,2000
- 「コメントに代えて―バルカン諸国共通の歴史認識をつくる試み」,『東欧史研究』,東欧史研究会,24,99-101,2002
- 「バルカンで進む歴史福教材の出版」,『歴史評論』,校倉書房,632,54-57,2002
- 「歴史・教科書問題―バルカンで進む歴史教科書を通じての和解の試み」,『立命館言語文化研究』,15(2),33-38,2003
- 「連合国家セルビア・モンテネグロの解体―モンテネグロの独立とEU」,『海外事情』,54(6),88-101,2006
- 「国民投票経てセルビア・モンテネグロ解体―「ビロード離婚」で共にEU加盟目指す」,『世界週報』,時事通信社,87(22),6-9,2006

### 共著
- 柴・羽場,「「日本と東欧諸国の文化交流に関する国際シンポジウム」の成果と問題点」,『歴史学研究』,青木書店,507,53-56,1982
- 柴・秋元ほか,「対談 ボスニア・多民族国家の実現を目指して」,『外交フォーラム』,都市出版,11(5),73-76,1998
- 柴・町田,「対談 ユーゴはどこへ行くのか (1) コソボ空爆から一年」,『未来』,未來社,406,1-7,2000
- 柴・町田,「対談 ユーゴはどこへ行くのか (2) コソボの平和構築の今後」,『未来』,未來社,407,16-20,2000
- 柴・町田,「対談 ユーゴはどこへ行くのか (3) コソボの人々の生活とアイデンティティ」,『未来』,未來社,408,12-17,2000
- 柴・町田,「対談 ユーゴはどこへ行くのか (7) 民族と国家のはざまで」,『未来』,未來社,410,11-21,2000
- 「叢書東欧 10　バルカン学のフロンティア」共著者山崎佳代子,栗原成郎,田中一生,茂野　玲,唐沢晃一,中島崇文,村田奈々子,猪瀬　敦,佐原徹哉,図書出版彩流社2006[6]

## 書評
- 「木戸蓊『バルカン現代史』」,『歴史学研究』,青木書店,460,60-64,1978
- 「木戸蓊著『東欧の政治と国際関係』」,『季刊国際政治』,日本国際政治学会,73,164-168,1983
- 「書評 岩田真征著『社会主義崩壊から多民族戦争へ―エッセイ・世紀末のメガカオス』」,『アジア経済』,日本貿易振興機構アジア経済研究所研究支援部編,45(4),71-74,2004
- 「桜井万里子編『ギリシア史』（世界各国史17）,山川出版社」,『史学雑誌』,115(12),2082-2083,2006